# Rumble of Thunder
Rumble of Thunder è il secondo album in studio del gruppo musicale mongolo The Hu, pubblicato nel 2022.

## Tracce
Testi e musiche di B. Dashdondog aka Dashka.

1. This Is Mongol (Монгол билээ) – 3:44
2. Yut Hövende (Юүт Хөвэндэ) – 5:34
3. Triangle (Учиртай гурав) – 4:12
4. Teach Me (Надад заа) – 3:58
5. Upright Destined Mongol (Босоо заяат Монгол) – 4:49
6. Sell the World (Дэлхийгээ зар) – 4:23
7. Black Thunder (Хар аянга) – 4:15
8. Mother Nature (Байгаль эх) – 6:57
9. Bii Biyelgee (Бие биелгээ) – 4:18
10. Segee (Сэгээ) – 4:39
11. Shihi Hutu (Шихи Хуту) – 7:09
12. Tatar Warrior (Татар дайчин) – 5:03
13. Black Thunder (extended) – 8:59

## Formazione
- B. Enkhsaikhan aka "Enkush" – gal morin khuur
- Ts. Galbadrakh aka "Gala" – ayanga morin khuur, canto difonico tuvano
- G. Nyamjantsan aka "Jaya" – tumur khuur, tsuur, canto difonico tuvano
- N. Temuulen aka "Temka" – baigali tovshuur, programmazioni
- A. Jambaldorj "Jamba" – chitarra mongola
- B. Nyamdavaa "Davaa" – chitarra elettrica, basso
- G. Odbayar "Odko" – batteria
- M. Unumunkh "Unu" – percussioni